# RMS Viceroy of India
RMS „Viceroy of India” – brytyjski oceaniczny statek pasażerski zbudowany w 1929 roku dla armatora Peninsular and Oriental Steam Navigation Company (P&O). Podczas II wojny światowej zarekwirowany do transportu wojska i zatopiony w 1942 roku przez niemiecki okręt podwodny U-407. Nazwa jednostki pochodzi od kolonialnego urzędu wicekróla Indii.

## Historia
Statek zamówiony został w kwietniu 1927 roku, z myślą o obsłudze połączeń z Tilbury, koło Londynu, do Bombaju (Indie). Zbudowany został w stoczni Alexander Stephen and Sons w Glasgow za kwotę 1 090 987 funtów. Wodowanie statku nastąpiło 15 września 1928 roku. Matką chrzestną jednostki została Dorothy Irwin, żona ówczesnego wicekróla Indii, Edwarda Wooda. Ze wstępnie rozważanej nazwy „Taj Mahal” (od mauzoleum w Agrze) zrezygnowano ze względu na potencjalne problemy z adresowaną na statek pocztą (w Bombaju znajdował się hotel Taj Mahal), jak i możliwość urażenia części hinduskiego społeczeństwa. 8 stycznia 1929 roku, w końcowej fazie budowy, statek uszkodzony został na śródokręciu w wyniku kolizji z dokującym w gęstej mgle parowcem SS „Corinaldo”. Ukończoną jednostkę 7 marca 1929 roku dostarczono armatorowi.
Statek przystosowany był do przewozu 415 pasażerów w klasie I i 258 w klasie II. Wszystkie kabiny były jednoosobowe. Dodatkowe pomieszczenia przeznaczone były dla służących towarzyszących podróżującym. Załoga składała się z 413 osób – 14 oficerów, 19 podoficerów, 59 marynarzy, 18 mechaników, 53 palaczy, 248 ochmistrzów i stewardów oraz lekarza z pomocnikiem.
Wkrótce po wejściu do służby statek rozpoczął regularne kursy do Bombaju, a także wycieczkowe rejsy na innych trasach. We wrześniu 1932 roku ustanowił rekord czasu podróży na trasie bombajskiej, wynoszący 17 dni, 1 godzinę i 42 minuty.
Podczas swojej kariery „Viceroy of India” kilkakrotnie podejmował rozbitków z innych statków, m.in. 5 września 1935 roku 241 pasażerów transatlantyku SS „Doric”, który zderzył się z francuskim parowcem „Formigny” koło Cabo Fisterra, a 11 sierpnia 1940 roku – 279 pasażerów z SS „Ceramic” po kolizji tamtego z frachtowcem „Testbank” w pobliżu Kapsztadu.
10 kwietnia 1937 roku statek uszkodzony został w następstwie wejścia na mieliznę w Kanale Sueskim. Po wysadzeniu pasażerów w Marsylii, jednostkę skierowano na naprawy na Malcie.
Podczas II wojny światowej, 12 listopada 1940 roku statek zarekwirowany został przez rząd i przebudowany na transportowiec w stoczni na rzece Clyde. W listopadzie 1942 roku uczestniczył w lądowaniu wojsk alianckich w Algierii. 10 listopada wypłynął pusty w drogę powrotną z portu w Algierze z zamiarem dotarcia do Gibraltaru. Następnego dnia trafiony został przez dwie z czterech torped wystrzelonych w jego kierunku przez niemiecki okręt podwodny U-407, około 50 km na północ od Oranu. Jednostka została wzięta na hol przez niszczyciel HMS „Boadicea”, mimo to zatonęła. Zginęło czterech członków załogi. Pozostali, 428 osób załogi i 22 pasażerów, zostali wzięci na pokład „Boadicei”.